# 鳥谷沢頭
鳥谷沢頭（とりやざわがしら）は、秋田県鹿角市にある山である。

## 概要
標高869.1m。八森から南へ伸びる稜線が、鳥谷沢頭、高毛戸、角麓平、竹ノ子平を通り、呱子森を経て八幡平へと続く。
かつて、湯瀬渓谷が通れないときは、八森と鳥谷沢頭との間付近を越えて湯瀬 - 盛岡方面へと通じていた。

## 近くの山
- 八森
- 板戸頭